# Pheidoliphila minuta
Pheidoliphila minuta är en skalbaggsart som beskrevs av Lea 1914. Pheidoliphila minuta ingår i släktet Pheidoliphila och familjen stumpbaggar. Inga underarter finns listade i Catalogue of Life.